# 37-ме командування особливого призначення
37-ме головне командування особливого призначення (нім. Höheres-Kommando z.b.V. XXXVII) — спеціальне головне командування особливого призначення Сухопутних військ Вермахту за часів Другої світової війни. 27 січня 1942 перетворене на 82-й армійський корпус (нім. LXXXII. Armeekorps (82.).

## Історія
XXXVII-е головне командування особливого призначення було сформоване 23 жовтня 1939 у Кремс-на-Дунаї на території Австрії.

## Райони бойових дій
- Німеччина (жовтень 1939 — червень 1940);
- Нідерланди (червень 1940 — січень 1942).

## Командування

### Командири
- генерал від інфантерії Еріх Рашік (нім. Erich Raschick) (23 жовтня 1939 — 1 березня 1940);
- генерал-лейтенант, з 1 грудня 1940 генерал від інфантерії Альфред Бем-Теттельбах (нім. Alfred Böhm-Tettelbach) (1 березня 1940 — 27 травня 1942).

## Бойовий склад 37-го командування особливого призначення
Формування управління, забезпечення та підтримки
- 437-й прикордонний батальйон зв'язку (Nachrichten-Abteilung);
- 437-ме управління постачань (Nachschubtruppen 437).

- 215-та піхотна дивізія (215. Infanterie-Division);
- 246-та піхотна дивізія (246. Infanterie-Division);
- 257-ма піхотна дивізія (257. Infanterie-Division);
- 262-га піхотна дивізія (262. Infanterie-Division).

- 17-та піхотна дивізія (17. Infanterie-Division);
- 208-ма піхотна дивізія (208. Infanterie-Division);
- 267-ма піхотна дивізія (267. Infanterie-Division);
- 304-та піхотна дивізія (304. Infanterie-Division);
- 306-та піхотна дивізія (306. Infanterie-Division);
- 320-та піхотна дивізія (320. Infanterie-Division);
- 321-ша піхотна дивізія (321. Infanterie-Division);
- 336-та піхотна дивізія (336. Infanterie-Division).

- 208-ма піхотна дивізія;
- 227-ма піхотна дивізія (227. Infanterie-Division);
- 304-та піхотна дивізія;
- 306-та піхотна дивізія;
- 320-та піхотна дивізія;
- 321-ша піхотна дивізія;
- 340-ва піхотна дивізія (340. Infanterie-Division).

- 71-ша піхотна дивізія (71. Infanterie-Division);
- 304-та піхотна дивізія;
- 306-та піхотна дивізія;
- 321-ша піхотна дивізія;
- 340-ва піхотна дивізія.

- 106-та піхотна дивізія (106. Infanterie-Division);
- 304-та піхотна дивізія;
- 306-та піхотна дивізія;
- 321-ша піхотна дивізія.